# Purbachal Expressway

De Purbachal Expressway (Bengaals: পূর্বাচল এক্সপ্রেসওয়ে), officieel Sheikh Hasina Avenue (Bengaals: শেখ হাসিনা সরণি), is een autosnelweg in Bangladesh. De snelweg is 12,5 kilometer lang en verbindt Purbachal met oostelijk Dhaka. De Purbachal Expressway werd officieel geopend op 14 november 2023.
Bangabandhu Sheikh Mujibur Rahman Expressway ·
Bhanga–Benapole Expressway ·
Chittagong Elevated Expressway ·
Dhaka Bypass Expressway ·
Dhaka Elevated Expressway ·
Dhaka–Ashulia Elevated Expressway ·
Hatirjheel–Demra Expressway ·
Purbachal Expressway ·